# Violetta (telenovela)
Violetta je argentinska telenovela snimana u Buenos Airesu, a razvijena od strane Disney Channel Latin America te Europe, Bliskog istoka i Afrike (EMEA), u suradnji s produkcijskom kućom Pol-ka. Premijerno je prikazana u Argentini, Latinskoj Americi i Italiji 14. svibnja 2012. Prema seriji je snimljen film pod nazivom Tini: Velika promjena Violette kao završetak ciklusa Violette.
Serija prati priču o glazbeno talentiranoj tinejdžerici (koju glumi Martina Stoessel) koja se nakon nekoliko godina provedenih u Europi vraća u rodnu Argentinu sa svojim ocem Germánom (kojeg glumi Diego Ramos) te prolazi kroz izazove odrastanja.
Svaka epizoda sadrži originalne glazbene brojeve različitih žanrova, uključujući pop i latino glazbu.

## Radnja telenovele

### Sezona 1
Violetta Castillo je talentirana sedamnaestogodišnja djevojka koja nije svjesna svog iznimnog dara za pjevanje, naslijeđenog od majke Maríje, poznate pjevačice koja je poginula u avionskoj nesreći. Njezin otac, Germán, uspješan je poslovni čovjek koji ju je odgajao sam nakon tragedije, držeći je podalje od majčine prošlosti i glazbe, osim satova klavira.
Nakon godina provedenih u Madridu, Violetta i Germán vraćaju se u Buenos Aires. Ondje Violetta upisuje satove klavira u Studio 21, prestižnoj glazbenoj školi, gdje upoznaje Angie, svoju učiteljicu i guvernantu, koja joj pomaže otkriti njezin talent. Angie je zapravo sestra njezine majke, no tu činjenicu skriva od Germána jer se boji da bi ponovno odveo Violettu iz zemlje.
U školi Violetta upoznaje Tomása i zaljubljuje se u njega, no ubrzo shvaća da ga njezina nova prijateljica Francesca već dugo voli. Ludmila, bahata i bogata djevojka iz škole, također voli Tomása, što izaziva ljubomoru kod njezinog bivšeg dečka Leóna. Kako bi se osvetio, León odlučuje hodati s Violettom, ali se s vremenom stvarno zaljubljuje u nju, a ona počinje osjećati isto, što dodatno komplicira odnose među njima.
Istovremeno, Germán planira brak s Jade, ambicioznom ženom koja prezire Violettu. Kada Jade sazna da Violetta pohađa Studio 21, ucjenjuje je – ako podrži njezin brak s Germánom, neće mu otkriti njezinu tajnu. Na kraju, Germán otkriva istinu o Violettinom školovanju i Angienom pravom identitetu. Iako u početku želi ponovno odvesti Violettu iz Buenos Airesa, naposljetku prihvaća njezinu strast prema glazbi i dopušta joj da ostane.
Sezona završava odlaskom Tomása u Španjolsku, dok se Ludmila miri s ostalima. León odlučuje pokušati zaboraviti Violettu.

### Sezona 2
Violetta i León započinju vezu, no njihov odnos postaje kompliciran kada se u Studio 21 pojavi Diego, koji pokušava osvojiti Violettu. Ludmila, i dalje manipulativna, ucjenjuje Diega da nastavi glumiti ljubav prema Violetti kako bi ju ponizili, obećavajući mu da će mu otkriti identitet njegova oca.
Francesca isprva nije sigurna u svoje osjećaje prema Marcu, ali se naposljetku zaljubljuje u njega. Ludmila se također mijenja i počinje razvijati osjećaje prema Federicu. Naty i Maxi prekidaju, no kasnije se pomire. Camila prolazi kroz ljubavne nesigurnosti prije nego što pronađe sreću s Brodueyem.
Diego otkriva da mu je otac Gregorio, strogi učitelj iz studija. Isprva je bijesan zbog toga što ga je napustio, no kasnije mu oprašta. Angie odlazi u Francusku, dok Jade i Matías unajmljuju Esmeraldu da zavede Germána i ukrade mu novac, no na dan vjenčanja Esmeralda je razotkrivena i uhvaćena.
León otkriva da su Diego i Ludmila planirali osramotiti Violettu na njezinom velikom nastupu, govoreći joj da Diego nikada nije volio. Slomljena Violetta gubi snagu za pjevanje, no León izlazi na pozornicu i zajedno izvode pjesmu Podemos, vraćajući joj sigurnost. Na kraju, nakon svih prepreka, Violetta i León ponovno su zajedno, a njihova ljubav jača je nego ikad.

### Sezona 3
Nakon uspješne svjetske turneje, ekipa iz Studio On Beat vraća se u Buenos Aires kako bi završili školu. No slava donosi nove ambicije i razlike među prijateljima, što ugrožava opstanak studija. Na početku sezone pojavljuju se Gery, koja se zaljubljuje u Leóna, i Clément (poznat i kao Alex), koji gaji osjećaje prema Violetti. 
Violetta i Ludmila prisiljene su živjeti pod istim krovom kada se Germán počne viđati s Ludmilinom majkom Priscillom, s kojom se kasnije i vjenča. No Priscilla se pokazuje kao izuzetno manipulativna i zlonamjerna osoba. U međuvremenu, Violetta i León prekidaju, ali i dalje osjećaju ljubav jedno prema drugome, dok Gery i Alex čine sve da ih razdvoje. Marco odlazi, a Francesca i Diego započinju tajnu vezu jer se Francesca boji kako će Violetta reagirati, s obzirom na Diegove postupke iz prošle sezone.
Nakon smrti Antonija, bivšeg direktora studija, Studio On Beat dolazi u financijske poteškoće. Pablo odlazi, a studio gubi sponzorstvo You Mixa, što ga dovodi do ruba propasti. Gregorio postaje novi direktor i uz pomoć Angie, Beta i Germána pokušava spasiti studio. Ludmila se mijenja i kada mora birati između solo karijere i studija, odlučuje ostati uz prijatelje.
Kako bi saznale što León osjeća, Violetta i Francesca prerušavaju se u Roxy i Faustu, no situacija se zakomplicira kada se León zaljubi u Roxy. Violetta mu naposljetku priznaje istinu.
Skupina putuje u Sevillu gdje Violetta i León napokon shvaćaju da su jedno za drugo, a Gery i Clément završavaju zajedno. Ondje održavaju svoj posljednji veliki nastup. Po povratku u Buenos Aires, Germán zaprosi Angie, a serija završava njihovim vjenčanjem uz pjesmu Crecimos Juntos.

## Tini: Velika promjena Violette
Tini: Velika promjena Violette (Tini: El gran cambio de Violetta) nastavak je i završetak serijala Violette i novi početak Violette kao Tini.
Film je sniman u Argentini, Španjolskoj i Italiji.

Osim na argetinskoj premijeri filma, Tini i Jorge sudjelovali su na premijerama u brojnim europskim državama. Među zemljama koje su posjetili bile su Španjolska, Italija i Njemačka, kao i mnoge druge.

### Radnja filma
Violetta se vraća s turneje po Europi i nedostaje joj León, koji radi u Los Angelesu. Njezin menadžer Willy ne dopušta joj odmor, a po dolasku u Buenos Aires suočava se s glasinama da su ona i León prekinuli. Istovremeno, pjevačica Melanie tvrdi da su ona i León više od prijatelja, što dodatno zbunjuje Violettu. Pokušava ga nazvati, no Melanie joj se javlja i daje lažne informacije, dok se León zapravo fokusira na snimanje svog novog spota. 
Kasnije, dok gostuje u televizijskoj emisiji, Violetta je pod pritiskom medija i emocionalno slomljena donosi neočekivanu odluku – najavljuje povlačenje iz glazbene karijere. Vijest se brzo širi, a njezina prijateljica Ludmila postaje sumnjičava. U međuvremenu, Germán dobiva pismo od stare prijateljice Isabelle, koja vodi dom za mlade umjetnike u Italiji. Shvaćajući da treba promjenu, Violetta odlučuje otići onamo.
U Italiji upoznaje grupu novih prijatelja: Caia, talentiranog plesača, Eloísu, fotografkinju, Roka, glazbenika, Mirandu, modnu dizajnericu, te braću Raúla i Saúla, scenografe. Isabella, vlasnica doma, naziva Violettu „Tini“, što je zbunjuje. Dok istražuje svoje emocije i pronalazi inspiraciju za nove pjesme, zbližava se s Caiom i prijavljuje ga na audiciju za nacionalnu baletnu akademiju.
U međuvremenu, Ludmila uspijeva kontaktirati Leóna i objasniti mu da je cijela situacija bila nesporazum. Shvaćajući koliko mu je Violetta važna, zajedno kreću prema Italiji. Ondje, Isabella otkriva Violetti da je njezino pravo ime Tini – nadimak koji su joj roditelji željeli dati pri rođenju, ali su službeno morali odabrati ime Violetta.
Dok se Tini priprema za glazbeni festival na kojem je nastupala i njezina majka, León dolazi u Italiju, no vidi je s Caiom i odlazi, misleći da su zajedno. Kad Ludmila otkriva Tini da je León bio tu, ona kreće za njim, ali doživljava nesreću s brodom. León je spašava i konačno se ponovno ujedinjuju.
Na kraju, Ludmila i Stefano započinju vezu, Tini nastupa na festivalu s pjesmom Born to Shine, a Caio uspješno prolazi audiciju za baletnu akademiju. U završnoj naraciji, Tini prihvaća svoj pravi identitet i odlučuje da će zauvijek ostati vjerna sebi.

## Koncerti
Ekipa Violette održala je više od 400 koncerata diljem svijeta u sklopu triju turneja: Violetta en Vivo (Latinska Amerika, 2013.), Violetta en Concierto (Europa, 2014.) i Violetta Live (Europa, 2015.)
Tijekom turneja, izvođači su nastojali naučiti osnove jezika svake zemlje u kojoj su nastupali, uključujući njemački, francuski, portugalski, talijanski i druge jezike. Francuski jezik pokazao se kao najzahtjevniji za savladavanje, dok su neki članovi ekipe već poznavali određene jezike, što im je olakšalo komunikaciju s publikom.
Određeni koncerti snimljeni su i objavljeni na DVD izdanjima.

## Diskografija
Ekipa Violette objavila je četiri studijska albuma: Cantar es lo que soy, Hoy somos más, Gira mi canción i Crecimos juntos. Osim redovnih albuma, izdali su i božićni album pod nazivom Especial Navidad.

## Uloge

### Mladi
- Martina Stoessel - Violetta Castillo (1-3)
- Jorge Blanco - León Vargas (1-3)
- Mercedes Lambre - Ludmila Ferro (1-3)
- Pablo Espinosa - Tomas Heredia (1)
- Diego Domínguez - Diego Hernandez Casal (2-3)
- Lodovica Comello - Francesca Cauviglia (1-3)
- Candelaria Molfese - Camila Torres (1-3)
- Facundo Gambandé - Maximiliano "Maxi" Ponte (1-3)
- Alba Rico - Natalia "Nati" Vidal (1-3)
- Nicolás Garnier - Andres Calixto (1-3)
- Samuel Nascimento - Broadway Silva (1-3)
- Ruggero Pasquarelli - Federico Paccini (1-3)
- Xabiani Ponce De León - Marco Tavelli (2-3)
- Artur Logunov - Brako (1)
- Rodrigo Velilla - Napoleón "Napo" Ferro (1)
- Valeria Baroni - Lara Jiménez (2)
- Damien Lauretta - Clément Galán / Alexander "Alex" (3)
- Macarena Miguel - Gery López (3)

### Odrasli
- Diego Ramos - Germán Castillo (1-3)
- Maria Clara Alonso - Ángeles "Angie" Carrará (1-3)
- Florencia Benitez - Jade LaFontaine (1-3)
- Joaquin Berthold - Matías "Matu" LaFontaine (1-3)
- Florencia Ortiz - Priscila Ferro (3)
- Mirta Wons - Olga Patricia Pena (1-3)
- Alfredo Allende - Lisandro Ramallo (1-3)
- Rodrigo Pedreira - Gregorio Casal (1-3)
- Ezequiel Rodriguez - Pablo Galindo (1-3)
- Pablo Sultani - Roberto "Beto" Benvenuto (1-3)
- Alberto Fernández de Rosa - Antonio Fernandez † (1-3)
- Diego Álcala - Marotti (1-3)
- Simone Lijoi - Luca Caviglia (1)
- Carla Pandolfi - Esmeralda Di Pietro (2)
- Valentina Frione - Jacqueline "Jackie" Saenz (2)
- Nacho Gadano - Nicolás Galán (3)
- Rodrigo Frampton - Milton Vinícius (3)

### Gosti
- Lucia Gil - Elena "Lena" Vidal (1-3)
- Nilda Raggi - Angelica Carrara (1)
- Germán Tripel - Rafael Palmer (1)
- Gerardo Velázquez - Dionisio Juárez "DJ" (2)
- College 11 (Mayra Arduini i Bruno Martini) kao oni sami (1-2)
- Rock Bones (Juan Ciancio, Gastón Vietto i Guido Pennelli) kao oni sami (1-3)
- Bridgit Mendler kao ona sama (2)
- R5 (Ross Lynch, Riker Lynch, Rocky Lynch, Rydel Lynch, Ellington Ratliff) kao oni sami

## Hrvatska sinkronizacija
- Violetta Castillo - Monika Mihajlović
- Herman Castillo - Boris Barberić
- Tomas Heredia - Zoran Pribičević
- Leon Vargas - Matko Knešaurek
- Ludmila Ferro - Aleksandra Naumov
- Andres - Nikola Dabac
- Natalia Vidal - Mia Krajcar
- Francesca Caviglia - Zrinka Antičević
- Camila Torres - Anja Nigović
- Maximiliano Maxi Ponte - Darije Somi
- Luca Caviglia - Igor Šehić
- Broduey - Robert Bošković
- Napo - Dragan Peka
- Braco - Daniel Dizdar
- Dolores, Emma Toledo - Anabela Barić
- Federico - Nikola Marjanović
- Angie - Petra Vukelić
- Angélica Carrará - Ivana Bakarić
- Jade LaFontaine - Mirta Zečević
- Matias LaFontaine - Goran Vrbanić
- Jacinto LaFontaine - Branko Smiljanić
- Olga Patricia Peña - Jadranka Krajina
- Lisandro Ramallo - Ranko Tihomirović
- Antonio Fernández - Anđelko Petric
- Georgio Casal - Antonio Franić
- Beto Benvenuto - Siniša Ružić
- Pablo Galindo - Željko Šestić
- Dr. Dufré - Marko Movre
- Marotti - Krunoslav Klabučar
- Lara - Dunja Fajdić
- Diego Hernández - Marko Jelić
- Marco Tavelli - Jadran Grubišić
- Jackie Saenz - Maja Katić
- Esmeralda - Marina Kostelac
- Oscar Cardozo - Dražen Bratulić
- Marcela Parodi - Hana Hegedušić
- Clement Galan - Marko Cindrić
- Nicolas Cortes - Branko Smiljanić
- Matilda - Kristina Habuš
- Filip - Dragan Peka

1. ↑  Disney Channel presenta a los protagonistas de Violetta. Cine3 (španjolski). 22. prosinca 2011. Inačica izvorne stranice arhivirana 13. travnja 2013. Pristupljeno 10. siječnja 2012.
2. ↑  Disney Channel anuncia el lanzamiento de la serie 'Violetta'. Terra México (španjolski). 3. svibnja 2011. Inačica izvorne stranice arhivirana 14. lipnja 2012. Pristupljeno 5. svibnja 2012.
3. ↑  Llega Una Tira Juvenil Musical de Pol-Ka A Disney Channel. Laubfal (španjolski). 11. travnja 2012. Inačica izvorne stranice arhivirana 21. rujna 2013. Pristupljeno 14. travnja 2012.
4. ↑  Violetta, la nueva serie de Disney Channel y Pol-Ka. Extremista.com.ar (španjolski). 16. prosinca 2011. Pristupljeno 10. siječnja 2012.
5. ↑  Farándula. 31. siječnja 2012. Disney anuncia elenco de serie internacional. El Siglo (španjolski). Inačica izvorne stranice arhivirana 4. listopada 2013. Pristupljeno 31. siječnja 2012.
6. ↑  Notimex. 5. travnja 2012. Presentan primer tema oficial de la nueva serie 'Violetta'. La Crónica de Hoy (španjolski). Inačica izvorne stranice arhivirana 7. veljače 2020. Pristupljeno 11. travnja 2012.
7. ↑  El trailer de sis"El gran cambio de Violetta". Clarin. Pristupljeno 5. svibnja 2016.
8. ↑  TINI – La nouvelle vie de Violetta. AlloCiné (francuski). Pristupljeno 6. svibnja 2016.
9. ↑  Tini: El Gran Cambio de Violetta. Sensa Cine. Pristupljeno 18. travnja 2014.
10. ↑  Em Meu Mundo – Mayra Arduini – [abertura dublada de Violetta] – Disney Channel Brasil (portugalski). Inačica izvorne stranice arhivirana 8. prosinca 2013. Pristupljeno 12. ožujka 2013.